# Robert Hugh Benson
Robert Hugh Benson F.S.C. (18 tháng 11 năm 1871 – 19 tháng 10 năm 1914) là một linh mục và nhà văn Công giáo người Anh. Thoạt đầu ông là một linh mục của Giáo hội Anh, tuy nhiên đến năm 1903, ông đã quyết định gia nhập Giáo hội Công giáo và một năm sau thì thụ phong chức linh mục. Đức ông Benson là một nhà văn thể loại giả tưởng với nhiều tác phẩm, mà nổi bật trong số đó là hai cuốn tiểu thuyết Lord of the World và Come Rack! Come Rope!.
Các tác phẩm của ông thuộc nhiều thể loại, trong đó có tiểu thuyết giả tưởng lịch sử, giả tưởng kinh dị và giả tưởng khoa học, tiểu thuyết giả tưởng đương đại, sách thiếu nhi, kịch, sách hộ giáo, tác phẩm sùng kính Kitô giáo và bài báo. Ông được Giáo tông Pius X bổ nhiệm vào chức thị thần và ban tước hiệu Đức ông vào năm 1911, vài năm trước khi ông qua đời.

## Chùm ảnh

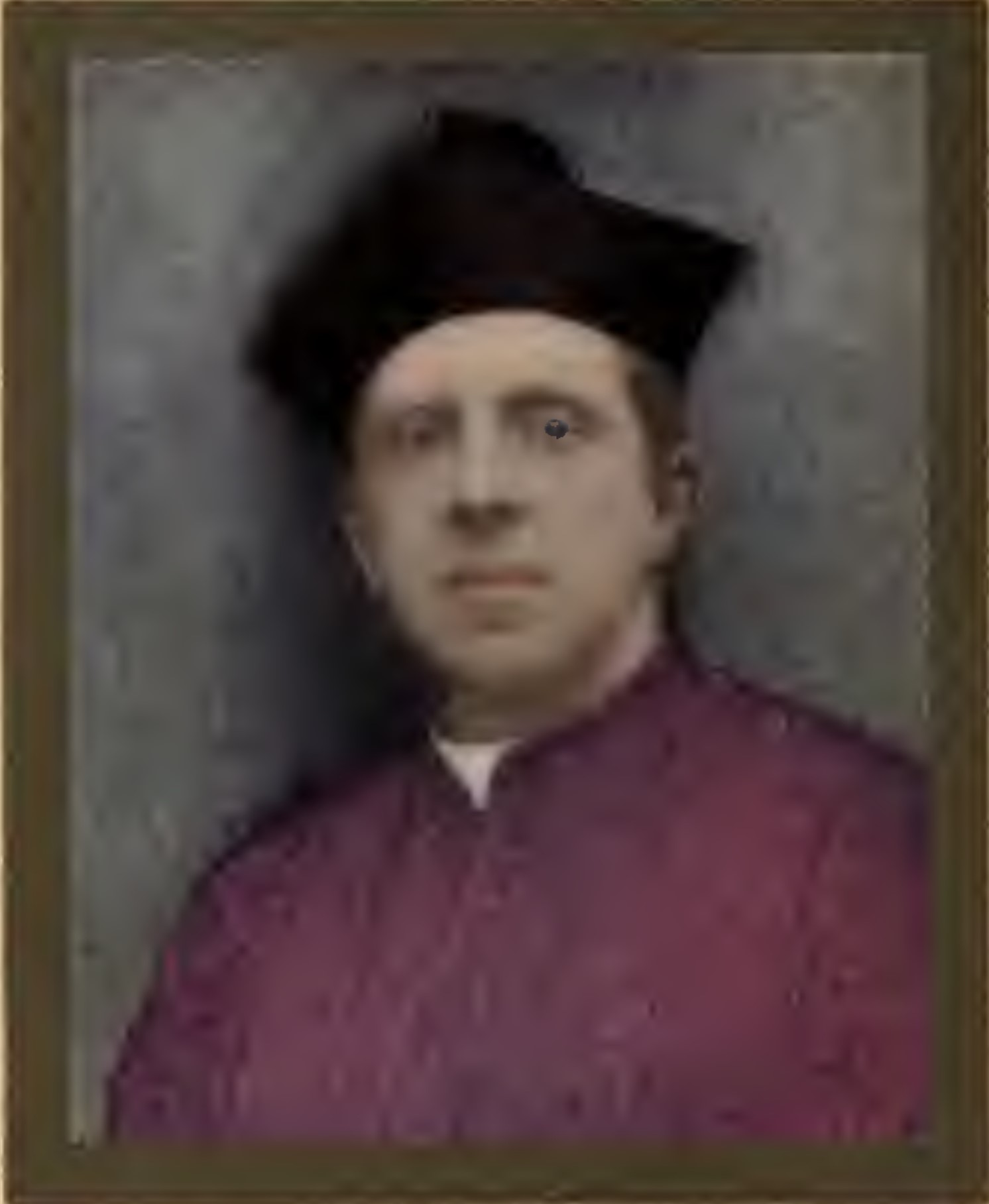
Chân dung Đức ông Benson
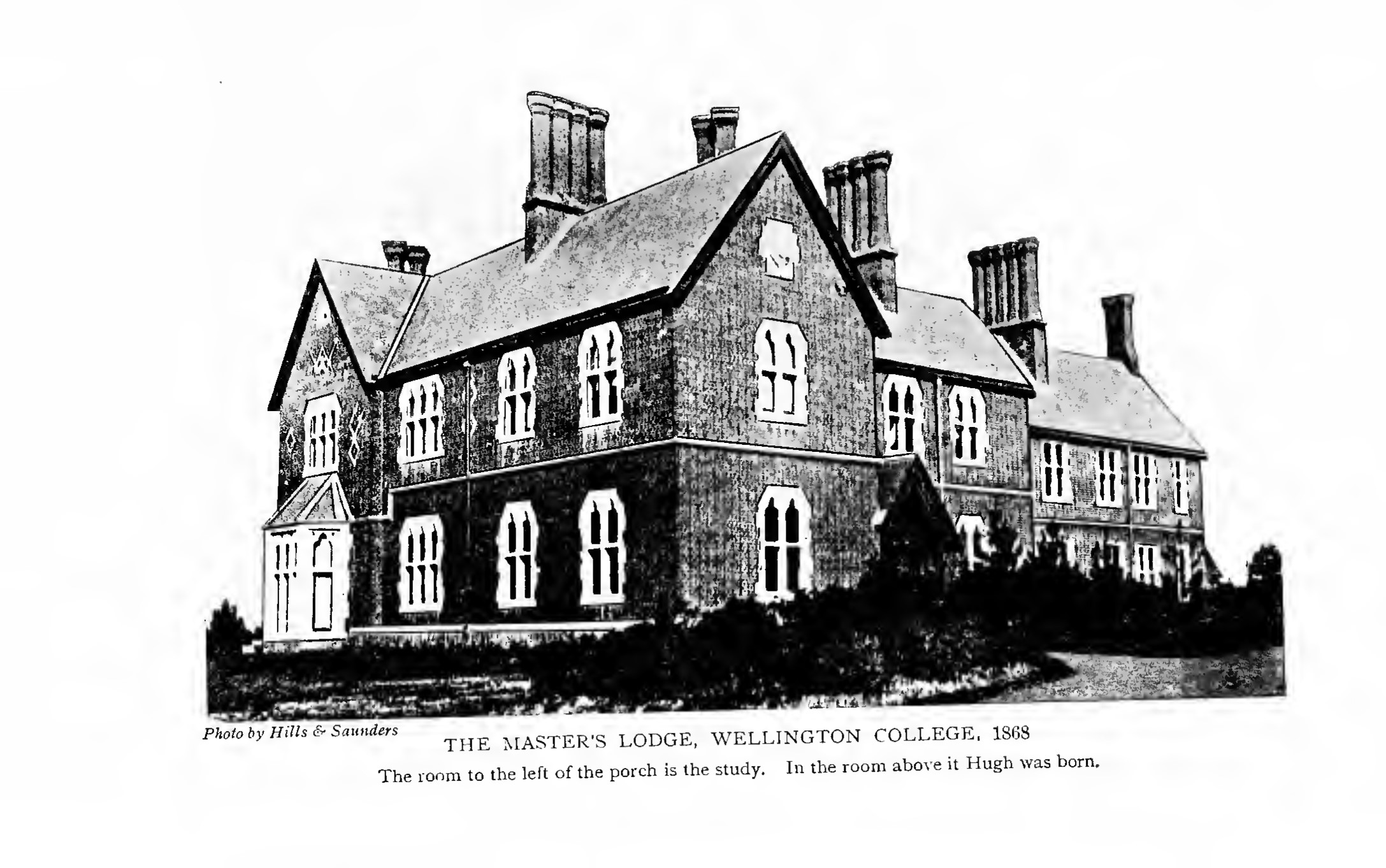
Nơi sinh của Đức ông Benson. Ảnh từ cuốn sách Hugh, Memoirs of a Brother
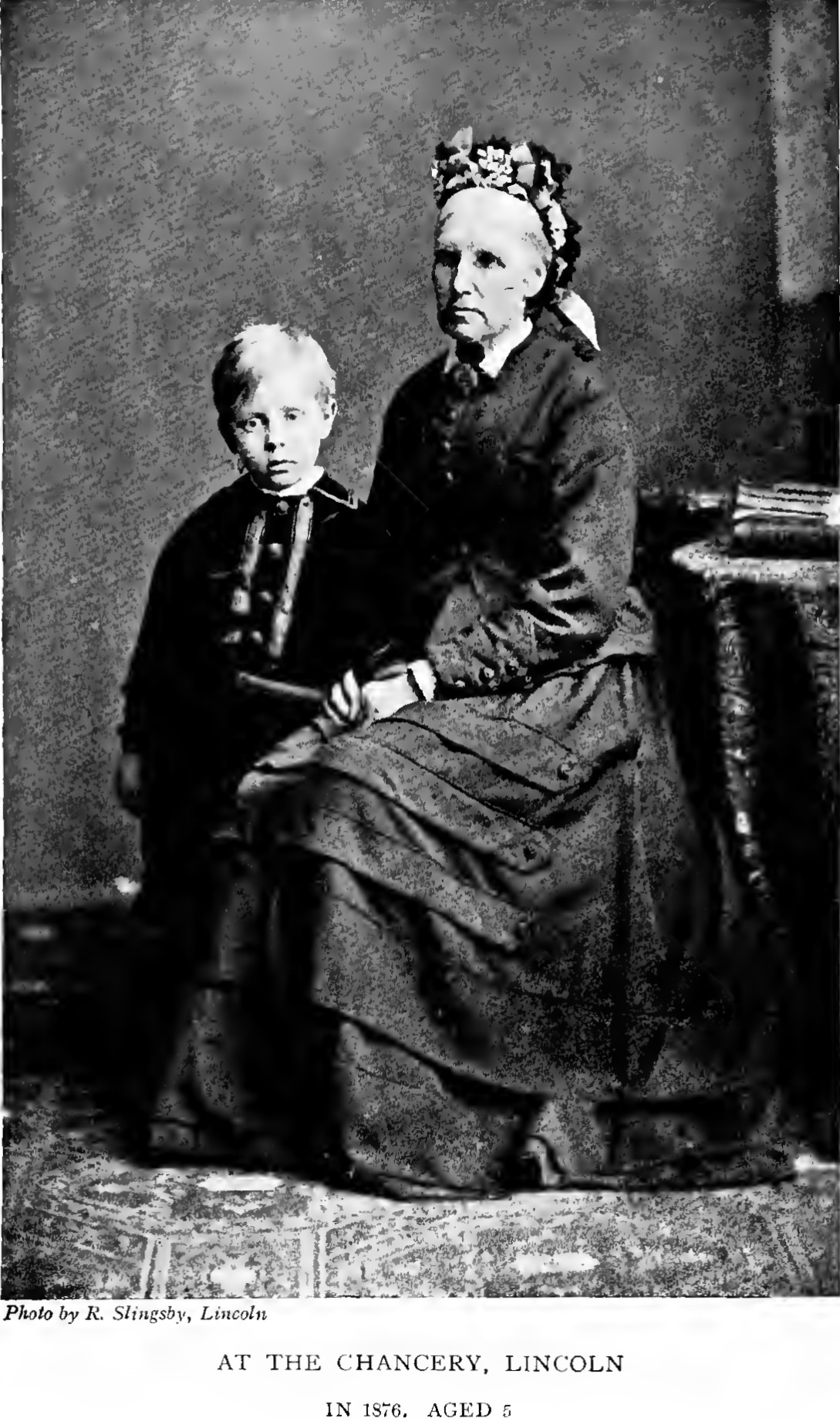
Benson, 5 tuổi, cùng bà y tá Beth tại The Chancery, Lincoln, năm 1876. Ảnh từ cuốn sách Hugh, Memoirs of a Brother
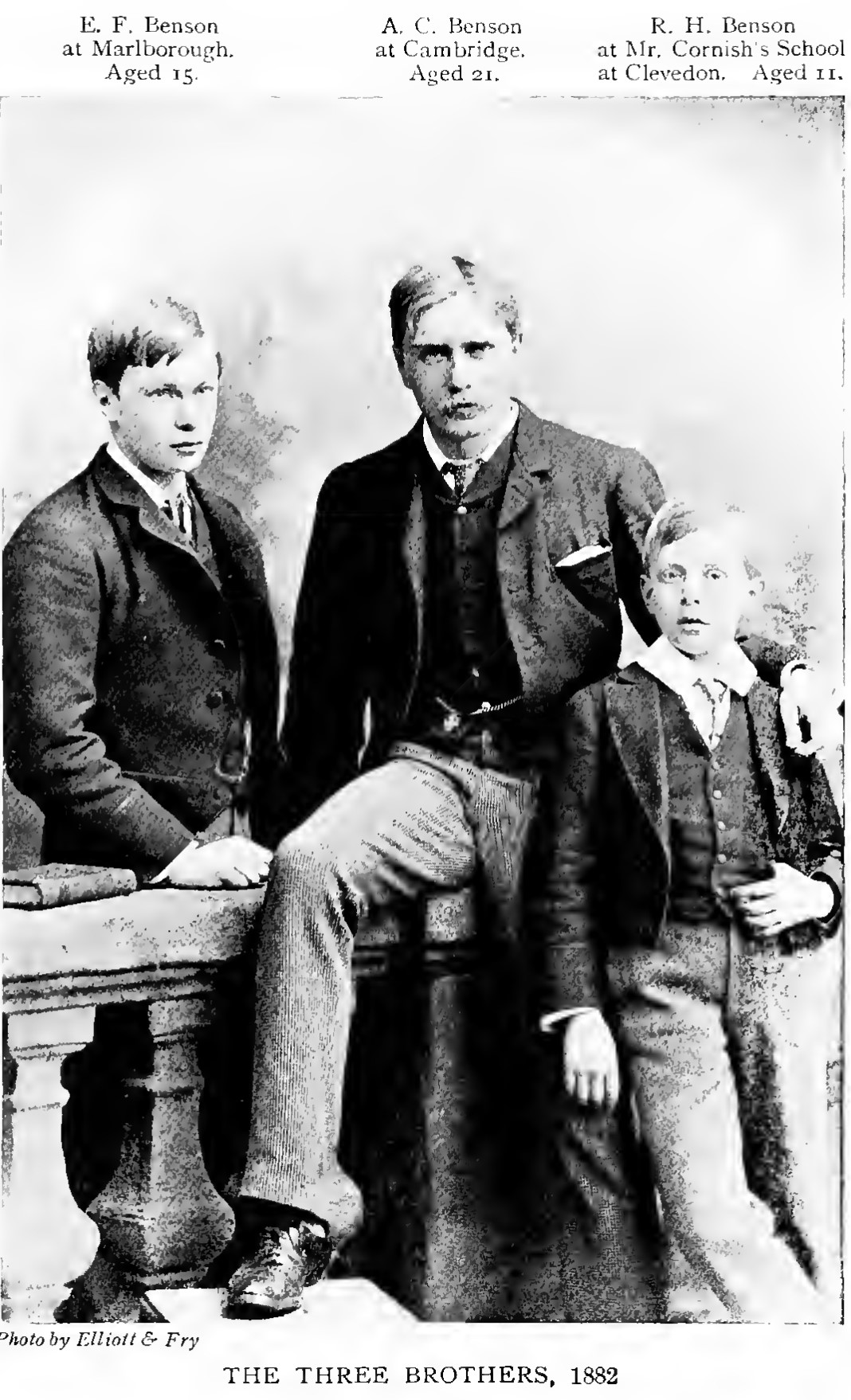
A. C. Benson, R. H. Benson và E. F. Benson, 1882. Ảnh từ cuốn sách Hugh, Memoirs of a Brother
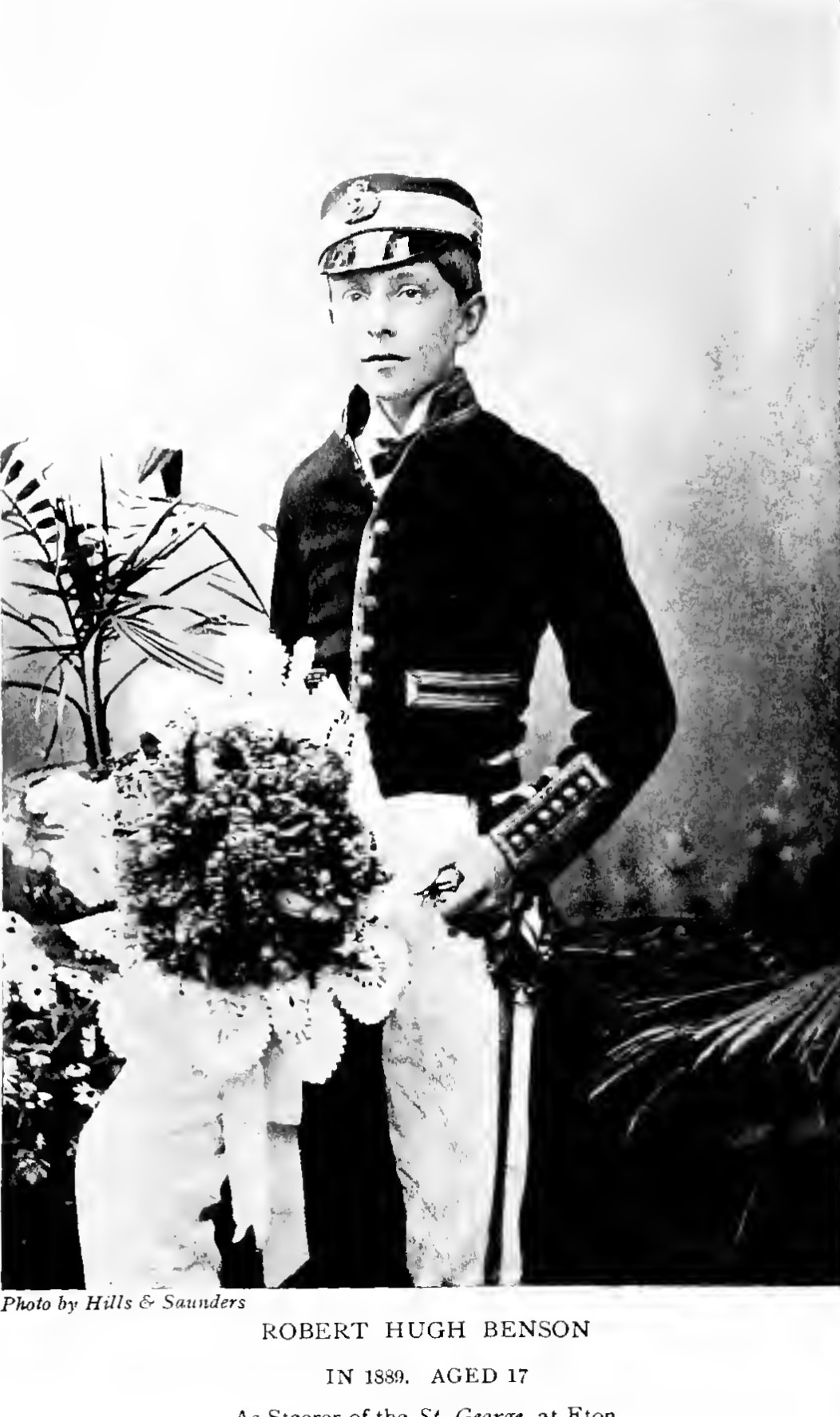
Benson vào 1889, 17 tuổi, khi đó là viên cầm lái trên tàu St. George, Eton. Ảnh từ cuốn sách Hugh, Memoirs of a Brother